# Rosdi Talib
Rosdi bin Talib (Terengganu, 11 gennaio 1976) è un ex calciatore malese, di ruolo difensore.

## Caratteristiche tecniche
Terzino sinistro, poteva giocare anche come centrocampista.

## Carriera

### Club
Ha cominciato a giocare al Terengganu. Nel 2003 si è trasferito al Pahang. Nel 2009 è passato al PBDKT T-Team. Nel 2013 si è accasato al Terengganu. Nel 2014 è stato acquistato dal PBA, con cui ha concluso la propria carriera nel 2015.

### Nazionale
Ha debuttato in Nazionale nel 2000. Ha partecipato, con la Nazionale, alla Coppa d'Asia 2007. Ha collezionato in totale, con la maglia della Nazionale, 51 presenze e 6 reti.